# 주천중학교 (강원)
주천중학교(酒泉中學校)는 대한민국 강원특별자치도 영월군 주천면 주천리에 있는 공립 중학교이다.

## 학교 연혁
- 1946년 4월 1일 : 주천중학교 개교
- 1951년 8월 31일 : 주천중학교 및 주천농업고등학교 분리 인가
- 1952년 3월 25일 : 제1회 졸업식 거행
- 1982년 11월 29일 : 주천중학교 금룡분교 3학급 설립인가
- 2001년 2월 28일 : 금룡분교 폐교
- 2024년 1월 4일 : 제73회 졸업식(15명) 총 졸업생 9,626명
- 2024년 3월 1일 : 제33대 조승도 교장 취임
- 2024년 3월 4일 : 2024학년도 입학식(15명)

## 참고 자료
- 주천중학교 - 한국교육학술정보원 학교알리미